# Cool Hipnoise
Cool Hipnoise (Lisboa, 1993) é uma banda portuguesa que faz a fusão de vários estilos como reggae, soul, funk, afrobeat e groove.

## Biografia
A bandas surigu em Lisboa, em 1993.  Era formada por Tiago Santos (guitarra), João Gomes e José Canelas (teclados), Paulo Muiños (saxofone), Nuno Reis (trompete), Francisco Rebelo (baixo) e Melo D (voz). 
Em 1995, assinam com a chancela da Valentim de Carvalho, NorteSul, com a qual editam o álbum de estreia, "Nascer do Soul", que contou com a produção de Luke Williamson (Big Chees All Stars). Dois anos mais tarde, em 1997, editam o disco Missão Groove, no qual colaboram com o alemão Ralf Droesemeyer (Agogo Records) e com o inglês Nick Manasseh, e com pelo qual são distinguidos com o Prémio de Melhor Álbum, pela revista Blitz. É editada uma edição especial com nova capa e novos temas.
O grupo tenta a internacionalização com algum cuidado . Com ligações a Espanha  e a França.
Melo D acaba por abandonar a banda e passam a colaborar com vários cantores. 
Em 2000, é editado  o disco Música Exótica para filmes, rádio e televisão que contou com diversas colaborações como Simone de Oliveira, a brasileira Fernanda Abreu, os Last Poets, Marga Munguambe, Orlando Santos e Sónia Tavares.  O disco é bem recebido pela crítica.
Em 2001, é lançado o disco Exótica part II and other versions. Colaboram também numa das remisturas de "Only Pain Is Real" dos Silence 4.
A compilação Groove Junkies (1995-2005) é lançada em  2005 pela EMI. É editada uma edição limitada com dois discos e destacam-se dois inéditos e a versão dos Nirvana ainda inédita em edições oficiais.
Lançam, o último álbum do grupo é lançado em 2006, disco homónimo, no qual o maior destaque é "Kita Essa Dama" .
Colaboram com Tiago Bettencourt no tema Ouve Bem, no disco UPA - Unidos para ajudar, no qual participam outros nomes da música portuguesa, entre eles José Mário Branco.  Voltam a reunir, em 2011, para participarem no disco "Reintervenção" de tributo a José Afonso, no qual interpretam o tema Eu vou ser uma toupeira.
Francisco Rebelo, Tiago Santos e João Gomes integraram outros projectos como os Spaceboys e os Orelha Negra.

## Prémios e reconhecimento
Em 1997, editam o disco Missão Groove, no qual colaboram com o alemão Ralf Droesemeyer (Agogo Records) e com o inglês Nick Manasseh, e com pelo qual são distinguidos com o Prémio de Melhor Álbum, pela revista Blitz. No mesmo ano recebem o galardão de Disco de Prata.

## Discografia
Entre a discografia da banda encontram-se: 
- Nascer do Soul (CD, Nortesul, 1995)
- Nascer do Soul + Remixes (2CD, Nortesul, 1996)
- Missao Groove	 (CD, Nortesul, 1997)
- Instrumental Jazz Junk Ep (Ep, Kami´Khaz, 1997)
- Missao Groove + Remixes (2CD, Nortesul, 1998)
- Música Exótica Para Filmes, Rádio E TV (CD, Nortesul, 2000) [20]
- Exótica Part II And Other Versions (CD, Nortesul, 2001)
- Come As You Are (Sg, Promo, 2002)
- Select Cuts...Showcase & More (CD, Select Cuts, 2003)
- Groove Junkies 1995-2003 (CD, Nortesul, 2003)
- Groove Junkies 1995-2005 (2CD, EMI, 2005)
- Groove Junkies 1995-2005 (CD, EMI, 2005)
- Cool Hipnoise (CD, Som Livre, 2006)

Compilações
- Ritual Rock III - Meu Amigo (Ao Vivo) - 1997
- Ao Vivo Na Antena 3 - Soldadinho / Hidden By The Sea - 1998
- Noites Longas - Sentir Livre (Pedro Passos Free Mix) - 1998
- Tejo Beat - Change - 1998
- XX Anos XX Bandas - Dantes - 1999
- Chill On Kaos Vol.1 - Bossa Mé
- Mundial 2002 - Huelaaa! (Canção Para Benjor) - 2000
- Nylon Showcase #3 - () - 2003
- Amália Revisited - () - 2004
- UPA 2008 - (Ouve Bem), com Tiago Bettencourt - 2008
- Reintervenção () - 2011
- Leopoldina () - 2011